# Pjece (våben)
 For alternative betydninger, se Pjece. (Se også artikler, som begynder med Pjece)
En pjece ((fransk) pièce, 'stykke') er i artilleriet et stykke rørskyts med tilhørende understel samt hjul eller bælter. En pjece bruges normalt til indirekte skydning mod mål på landjorden (se krumbanevåben) eller til direkte skydning mod mål i luften eller på søen. 
Der skelnes mellem tre forskellige typer:
- Mortér
- Haubits
- Kanon

Grænserne mellem dem er dog flydende, og der bruges til dels flere forskellige definitioner. En hyppigt brugt definition bygger på våbnets maksimale mundingshastighed. Denne er for en mortér under 333 m/s, for en haubits mellem 333 m/s og 666 m/s og for en kanon over 666 m/s.